# Dream Children
Dream Children, Op. 43, è un'opera musicale per piccola orchestra scritta nel 1903 dal compositore inglese Sir Edward Elgar. È composta da due movimenti, in sol minore e sol maggiore.

## Storia
Questi due pezzi furono scritti nel 1902, quando Elgar si stava avvicinando al culmine della sua fama e popolarità. Insolitamente per Elgar non furono scritti su commissione. Michael Kennedy suggerisce che potrebbero essere stati recuperati dal materiale inutilizzato per una sinfonia che celebrava il Generale Gordon su cui Elgar stava lavorando dal 1898. Non sono movimenti sinfonici completi (il primo movimento richiede poco più di tre minuti per l'esecuzione e il secondo poco più di quattro minuti), ma era pratica di Elgar lavorare in piccole sezioni e poi metterle insieme in un tutto.
La partitura e le parti orchestrali furono originariamente pubblicate da Joseph Williams Ltd. (Londra) nel 1902, poi nel 1911 da Schott & Co. con il titolo Enfants d'un Rêve e la traduzione sotto di essa "(Dream-Children)". Come con il suo pezzo precedente Salut d'Amour, Elgar concordò con lo stesso editore che il titolo francese avrebbe venduto meglio.
La prima esecuzione fu alla Queen's Hall il 4 settembre 1902, diretta da Arthur W. Payne.

## Saggio di Charles Lamb
I pezzi sono ispirati a "Dream-Children; A Reverie", uno degli Essays of Elia di Charles Lamb pubblicato nel 1822 ed Elgar iscrisse sulla partitura il seguente estratto del saggio. Il saggio si trova in un paragrafo di oltre quattro pagine: lo scrittore immagina di raccontare ai suoi "piccoli", chiamati Alice e John, alcuni racconti della loro bisnonna Field e della sua casa e del suo corteggiamento, nella speranza e nell'eventuale disperazione, per un'altra Alice precedente, alla fine del saggio, misteriosamente:
* * * E mentre rimasi a guardare, entrambi i bambini gradualmente diventarono più deboli
alla mia vista, retrocedendo e continuando a retrocedere fino a quando, alla fine, due cose tristi
furono viste nella massima distanza, che, senza parole,
mi impressionarono stranamente per gli effetti del discorso: "Non siamo di Alice,
né di te, né siamo affatto bambini. * * * * Non siamo niente; meno di
niente e sogni. Siamo solo ciò che avrebbe potuto essere." * * *
La cosa più sorprendente mostrata nel saggio è che Lamb, sebbene scapolo per tutta la vita, desiderava ardentemente la vita familiare che non era in grado di raggiungere. In uno strano impeto di passione ha immaginato tutto questo in uno stato onirico.
Il nome "Alice" era importante nella vita di Elgar: non solo la sua grande amica Alice Stuart-Wortley era la sua musa ispiratrice, ma anche sua moglie era Alice. "Ciò che avrebbe potuto essere" riflette una costante nostalgia in tutta la musica di Elgar ed è l'umore predominante di entrambi i pezzi dei Dream Children, in particolare il malinconico No 1. Il No 2 è più sorridente nel tono, ma alla fine torna alla nostalgia, dove alla fine cita il tema che è iniziato n. 1.

## Musica

### Strumentazione
2 flauti, 2 oboi, 2 clarinetti in si bemolle e la, 2 fagotti, 4 corni in fa, 3 timpani, arpa e archi.

### Movimenti
1. Andante in sol minore
2. Allegretto piacevole in sol maggiore